# Somatina omicraria
Somatina omicraria är en fjärilsart som beskrevs av Fabricius 1798. Somatina omicraria ingår i släktet Somatina och familjen mätare. Inga underarter finns listade i Catalogue of Life.